# Ann-Sofie Nylund
Ann-Sofie Eva Nylund, född Holm, född 26 september 1960 i Jönköpings Sofia församling i Jönköpings län, är en sångerska från Linköping. Hon är syster till Lotta Holm.

## Biografi
Ann-Sofie Nylund var med i teatergruppen Fyra stolar som turnerade landet runt med sina föreställningar under sex års tid. Hon ingår sedan 1982 i showgruppen Crème Fraiche och har uppträtt tillsammans med bl.a. Lasse Berghagen och Siw Malmkvist. Hon har även spelat revy i Linköping i flera år. Hon har även uppträtt på företagsfester och arbetat som fältartist i Bosnien.

## Teater

### Roller
- 1987 – Medverkande i Parneviks Oscarsparty, revy av Bosse Parnevik, regi Yngvar Numme, Oscarsteatern[3]

### Fotnoter
1. 1 2  Sveriges befolkning 2000, Sveriges Släktforskarförbund, 2020, läst: 29 maj 2023.[källa från Wikidata]
2. ↑  Sveriges befolkning
2000:
Nylund, Ann-Sofie Eva
(1960-09-26)
Försäkringskassan, uttag avseende 20001231 (2014)
3. ↑  Per Mortensen (10 september 1987). ”Parneviks Oscarsparty säker succé”. Dagens Nyheter:  s. 28. http://arkivet.dn.se/arkivet/tidning/1987-09-10/245/28. Läst 22 augusti 2015.